# Stefanowizna
Stefanowizna [pronunciación en polaco: /stɛfanɔˈvizna/] es un asentamiento ubicado en el distrito administrativo de Gmina Kleszczów, dentro del condado de Bełchatów, voivodato de Łódź, en el centro de Polonia. Se encuentra a unos 7 kilómetros al noreste de Kleszczów, a 12 kilómetros al sur de Bełchatów, y a 58 kilómetros al sur de la capital regional Łódź.